# モホーク (駆逐艦・2代)
モホーク (HMS Mohawk, L-31/F-31/G-31) は、イギリス海軍の駆逐艦。トライバル級。

## 艦歴
1936年7月16日起工。1937年10月15日進水。1938年9月7日就役。
「モホーク」は北海で船団護衛に従事し、その後地中海艦隊に編入されてカラブリア沖海戦（1940年7月）、マタパン岬沖海戦（1941年3月）に参加した。
1941年4月11日、「モーホーク」は駆逐艦「ジャーヴィス」、「ジェイナス」、「ヌビアン」と共にマルタに到着した。4月15日、この4隻の駆逐艦はイタリア船団を攻撃しに出撃した。16日、「モホーク」はイタリア船団攻撃時にイタリア駆逐艦「ルカ・タリゴ」の放った魚雷2本が命中し、チュニジア東部のケルケナ諸島沖で沈没した（タリゴ船団の戦い）。戦死者41。